# Klaus Schwager
Klaus Schwager (* 20. Juli 1925 in Kabul; † 25. Dezember 2016) war ein deutscher Kunsthistoriker.

## Leben
Klaus Schwager war der Sohn eines Diplomaten. Nach der Promotion 1952 bei Georg Weise in Tübingen war er von 1956 bis 1959 als Assistent an der Bibliotheca Hertziana in Rom tätig. Anschließend lehrte er von 1960 bis 1963 als Guest Lecturer, Assistant Professor und Associate Professor an der Johns Hopkins University. Nach einem Habilitations-Stipendium in Rom wurde er 1966 Universitätsdozent in Heidelberg. Von 1971 bis zu seiner Emeritierung 1990 war er Ordinarius am Kunsthistorischen Institut der Universität Tübingen.
Seine Schwerpunkte waren barocke und frühbarocke Plastik und die Architektur Süddeutschlands und Italiens.

## Schriften (Auswahl)
- Bildhauerwerkstätten des achtzehnten Jahrhunderts im schwäbischen Voralpengebiet. 2 Bde., Tübingen 1955–1963, OCLC 715890463.
- Kardinal Aldobrandinis Villa di Belvedere in Frascati, in: Römisches Jahrbuch für Kunstgeschichte 9/10 (1961/62), S. 289–382.
- Die Porta Pia in Rom. Untersuchungen zu einem 'verrufenen' Gebäude, in: Münchner Jahrbuch der Bildenden Kunst 24 (1973), S. 33–96.
- Giacomo della Portas Herkunft und Anfänge in Rom. Tatsachen, Indizien, Mutmaßungen, in: Römisches Jahrbuch für Kunstgeschichte 15 (1975), S. 109–141.
- Die architektonische Erneuerung von S. Maria Maggiore unter Paul V. - Bauprogramm, Baugeschichte, Baugestalt und ihre Voraussetzungen, in: Römisches Jahrbuch für Kunstgeschichte 20 (1983), S. 241–312.
- als Herausgeber mit Albrecht Leuteritz, Barbara Lipps-Kant und Ingrid Nedo: Festschrift für Georg Scheja. Zum 70. Geburtstag. Sigmaringen 1975, ISBN 3-7995-7004-7.
- Die benediktinische Reichsabtei Ottobeuren 1672–1803. Materialien zu Vorgeschichte, Planung, Bau und Ausstattung der neuen Klosteranlage sowie anderer Bauten des Ottobeurer Einflußbereichs. Münster 2017, ISBN 3-86887-035-0.